# Hasselbachplatz

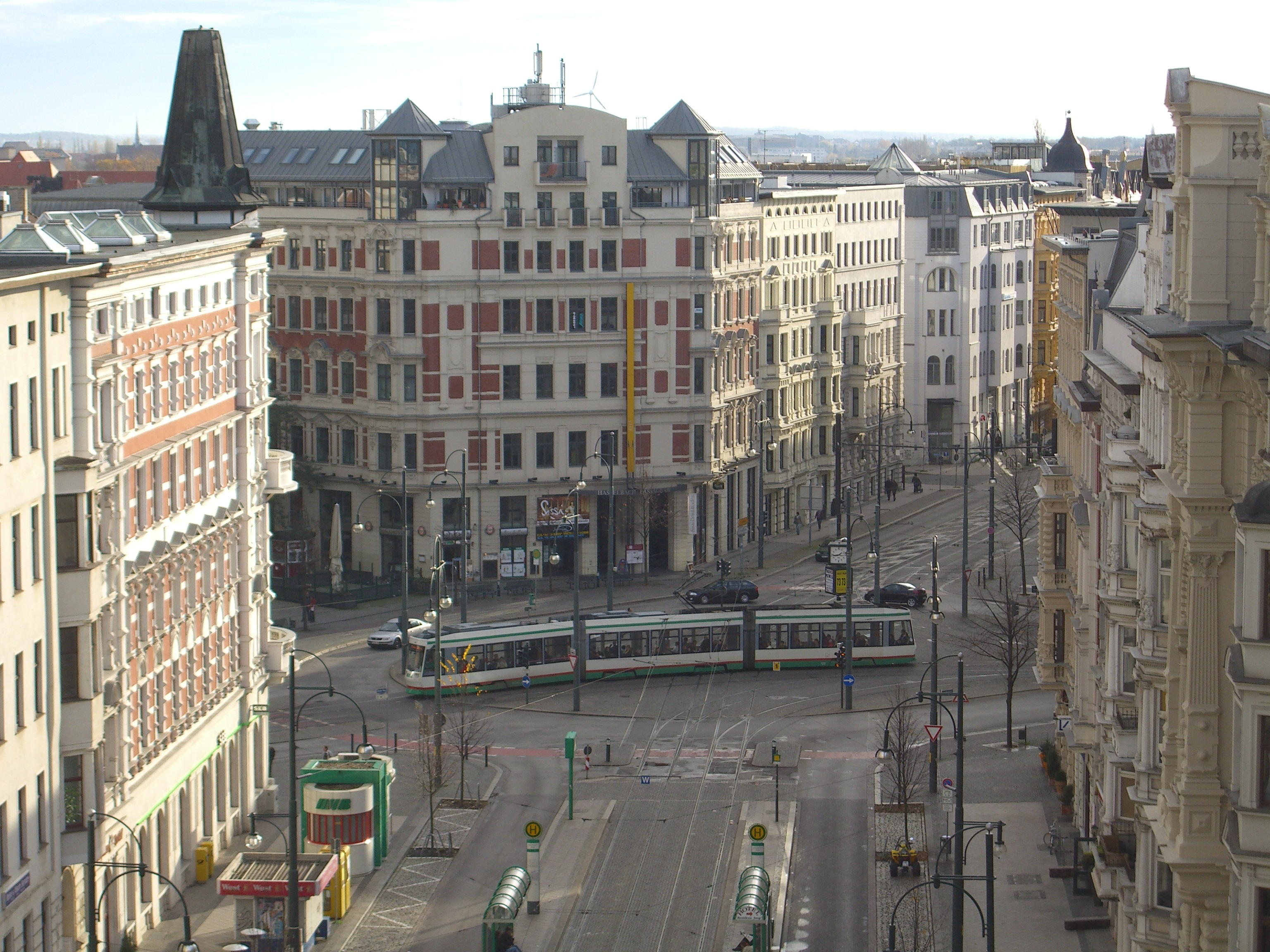
Blick von der Otto-von-Guericke-Straße auf den Hasselbachplatz

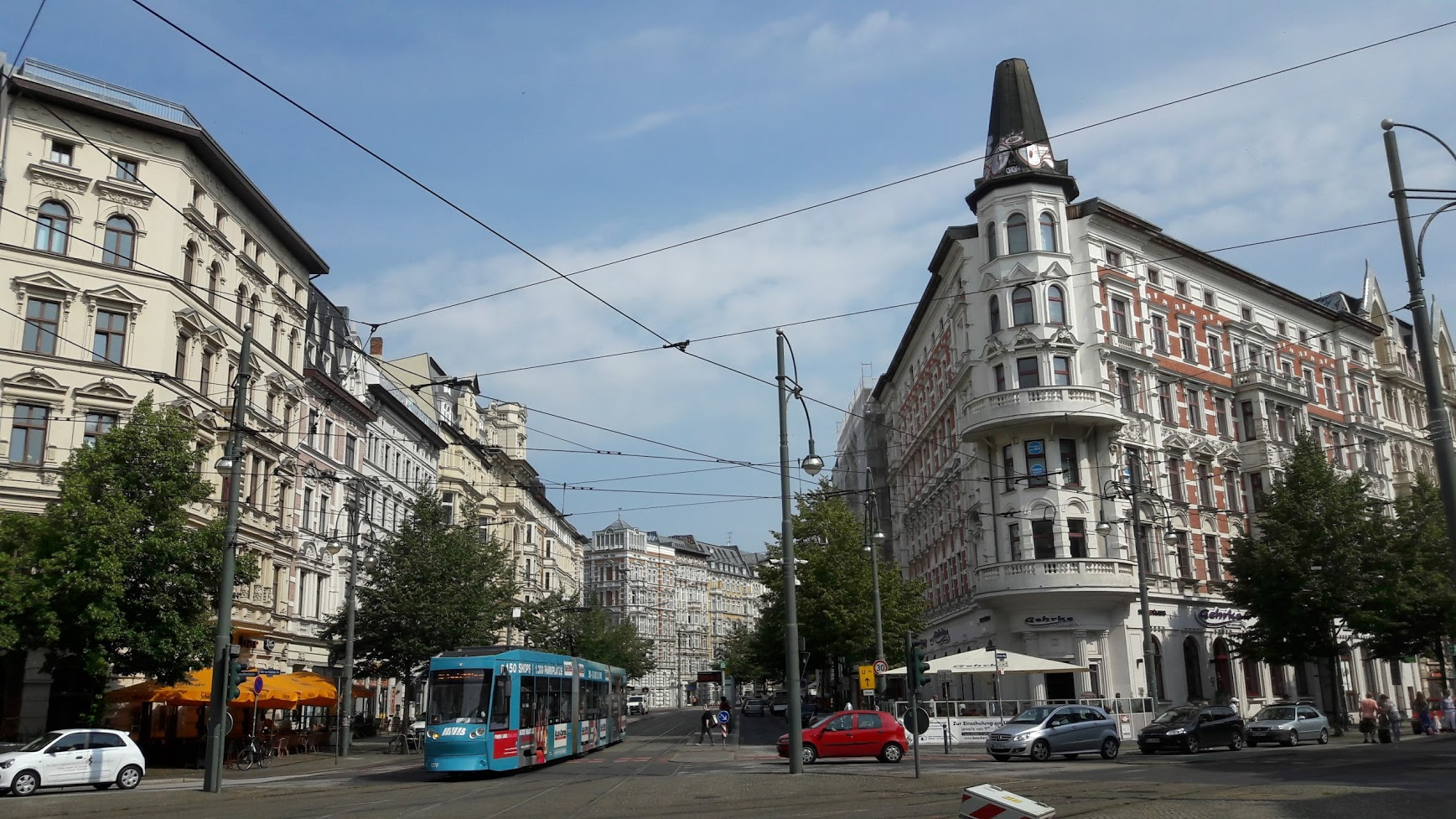
Hasselbachplatz, Blick in die Otto-von-Guericke-Straße

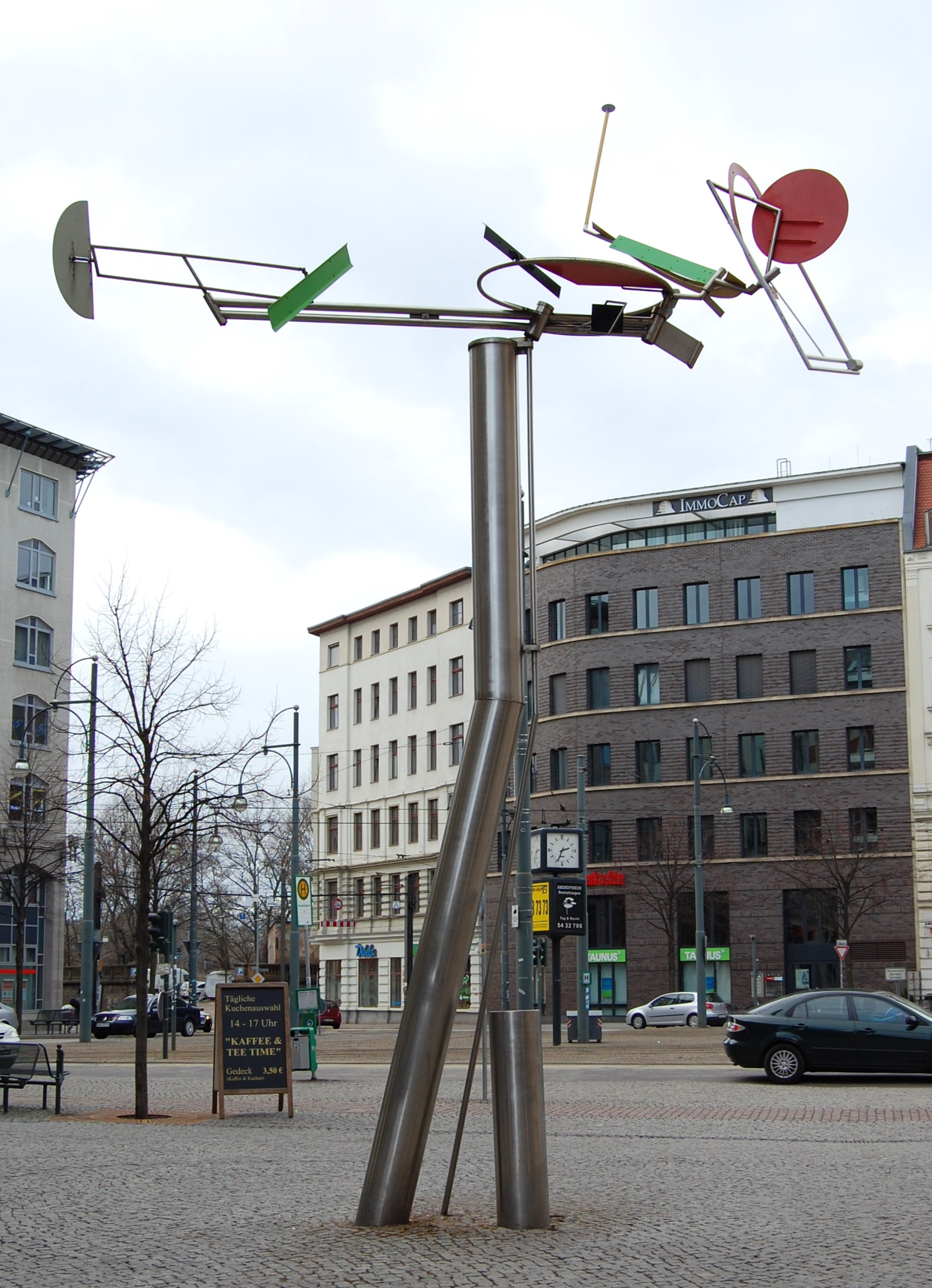
Aerobiont I

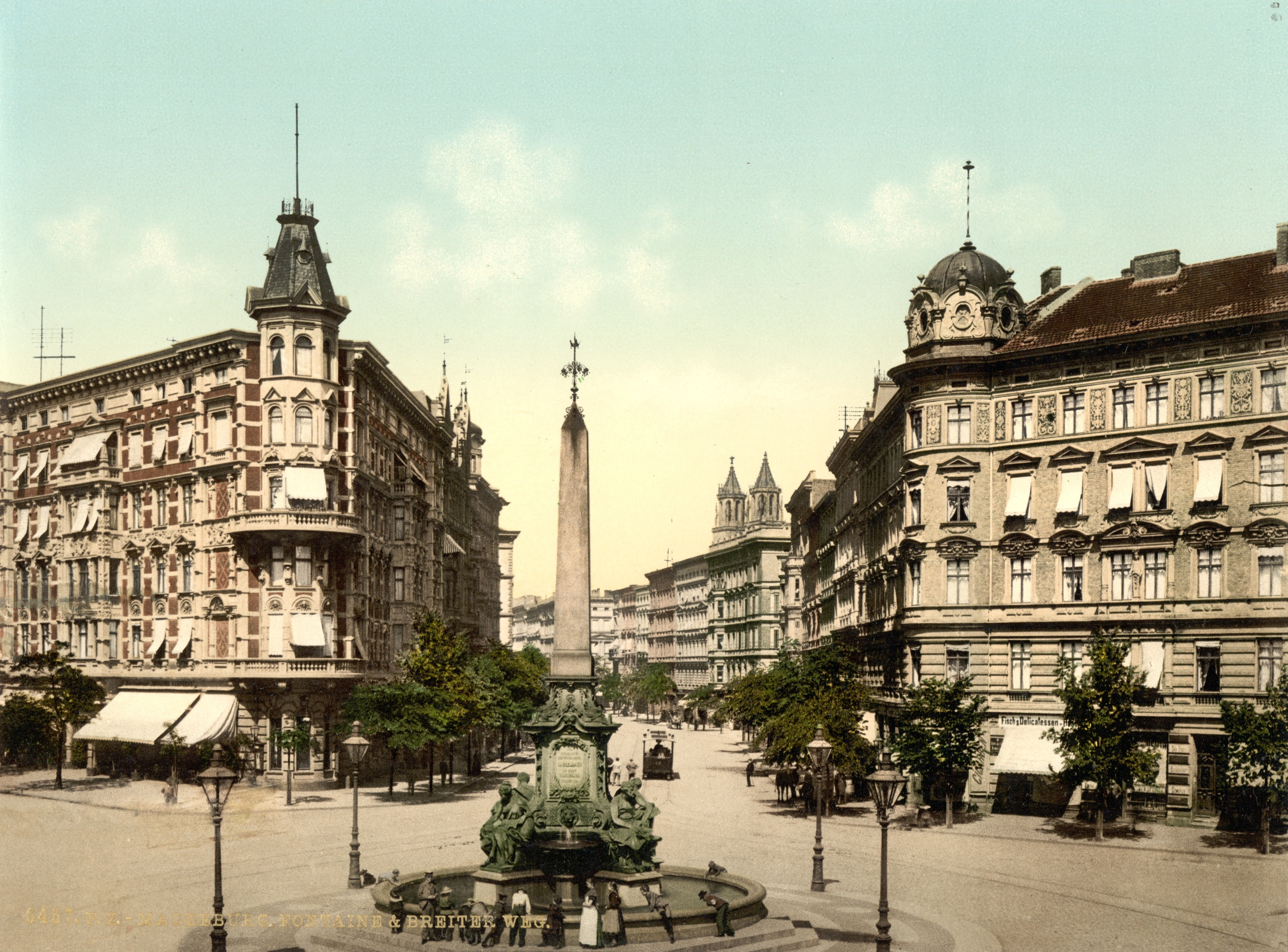
Historisches Bild des Hasselbachplatzes

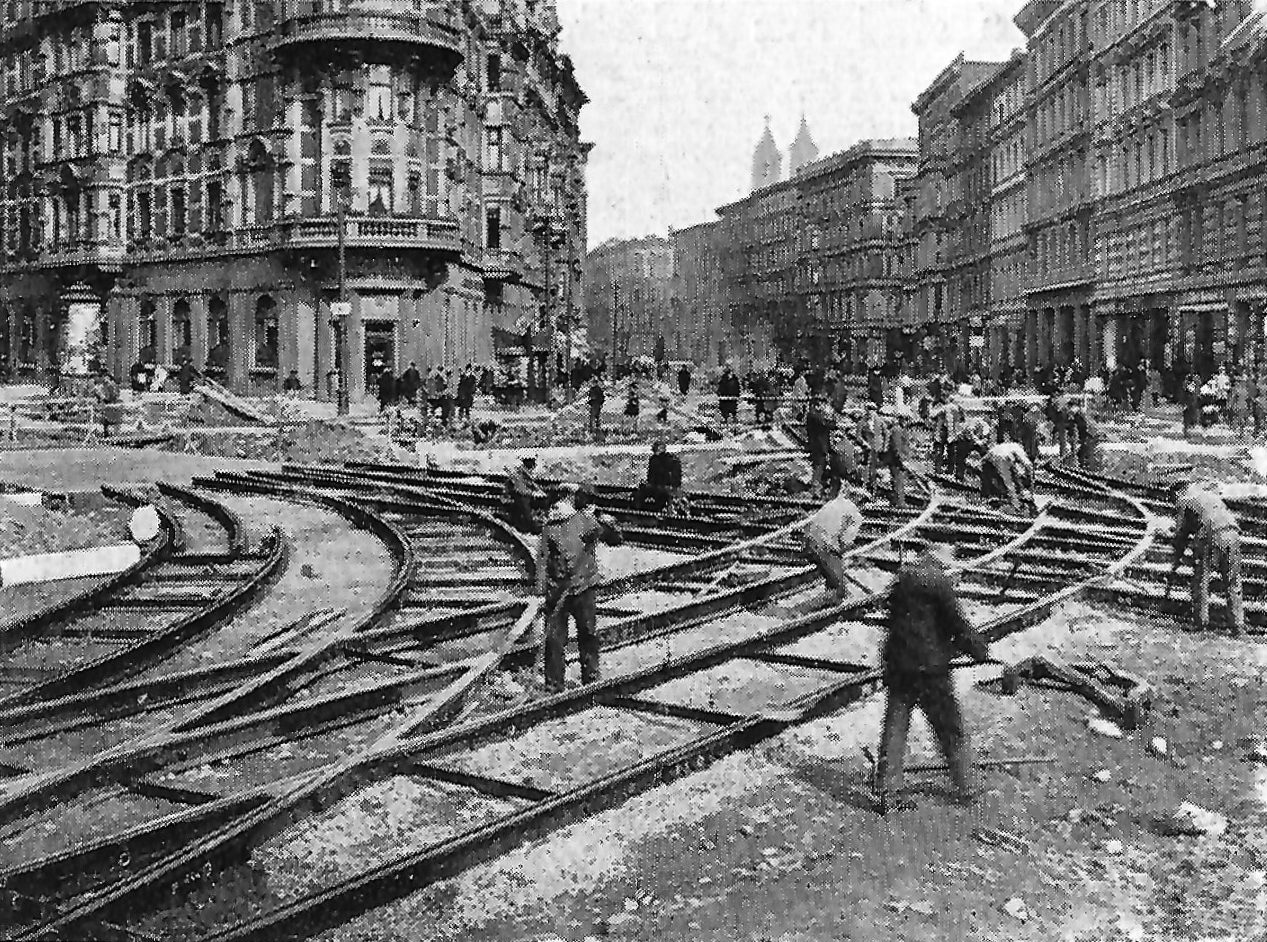
Bauarbeiten im Jahr 1927

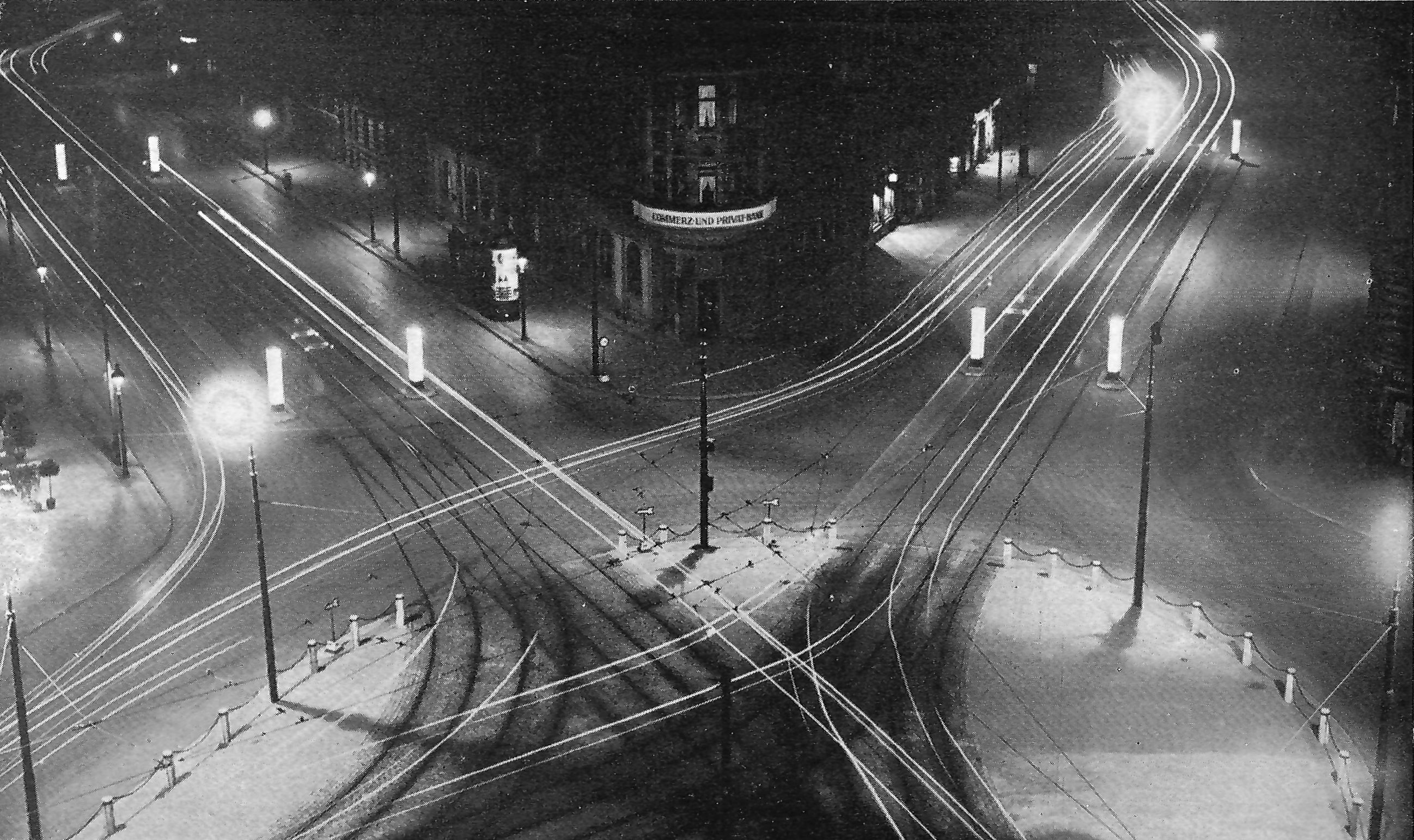
Hasselbachplatz in der Nacht, 1927

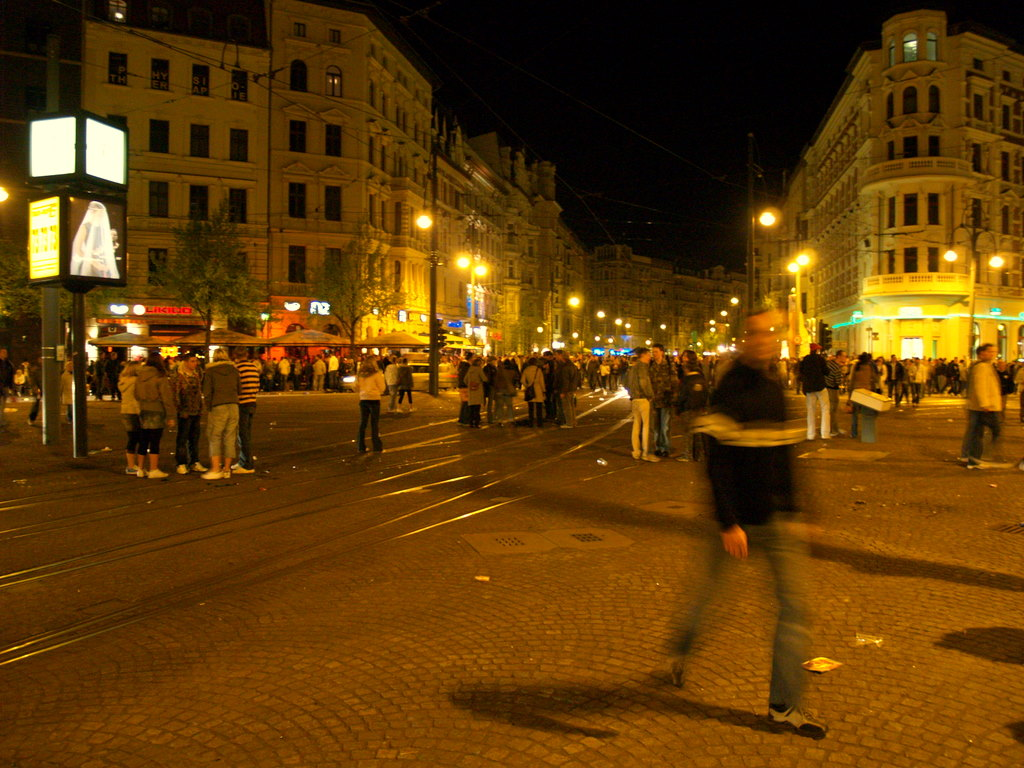
Der Hasselbachplatz bei Nacht zur Hassel Night Line

Der Hasselbachplatz ist ein Platz in Magdeburg, der südlich des Stadtzentrums liegt und neben dem Damaschkeplatz und der Kreuzung Ernst-Reuter-Allee/Breiter Weg einen zentralen Verbindungsknoten im Nahverkehr darstellt. Er ist nach dem langjährigen Magdeburger Bürgermeister Carl Gustav Friedrich Hasselbach benannt. Der Bereich um den Platz hat sich seit den 1990er-Jahren zum Zentrum des Magdeburger Nachtlebens entwickelt.

## Verkehrsanlage und -knotenpunkt
Der Platz ist Kreuzungspunkt von fünf Straßen: Er bildet den südlichen Abschluss des Breiten Wegs und der Otto-von-Guericke-Straße, von Westen mündet die Hallische Straße, von Süden die Sternstraße und von Osten die Liebigstraße. Fahrräder und Kraftfahrzeuge verkehren auf dem eingerichteten kreisförmigen Richtungsverkehr, die Straßenbahnen hingegen durchkreuzen den Platz. Offiziell handelt es sich jedoch, anders als oft angenommen, nicht um einen Kreisverkehr, so dass beispielsweise das Einfahren durch Blinken angezeigt werden muss.
Etwa 200 Meter westlich des Hasselbachplatzes befindet sich der gleichnamige DB-Haltepunkt an der Bahnstrecke Magdeburg–Leipzig, der von Zügen der S-Bahn Mittelelbe bedient wird.

## Bauhistorische Geschichte
Ab der Mitte des 19. Jahrhunderts wurde die Festungsstadt Magdeburg stark erweitert, die Festungsanlagen zurückgebaut und die Vororte Sudenburg (1867) und Buckau (1887) eingemeindet und an die südliche Altstadt verkehrstechnisch angeschlossen. Bei den Stadterweiterungen wurde der Breite Weg nach Süden verlängert und während dieser Zeit entstand der Hasselbachplatz. Vor 1890 hieß der Platz nur „Gabelung“ und bezeichnete damit lediglich die Tatsache, dass sich die Straße von dort aus nach Buckau und Sudenburg gabelte.
Der Hasselbachplatz wurde sternförmig angelegt und mit Gebäuden im Gründerzeitstil umbaut. Einige dieser Bauten erhielten barocke Stilelemente, um den Platz dem architektonischen Gepräge des Breiten Wegs anzupassen.
Von 1890 bis zum 7. April 1927 befand sich der Hasselbach-Brunnen, ein 15 Meter hoher Monumentalbrunnen mit einem Relief Hasselbachs, auf den Platz. Aus verkehrstechnischen Gründen wurde der Brunnen jedoch entfernt und Platz für Automobilverkehr und Straßenbahn geschaffen. Eine Rekonstruktion des Denkmals ist bis heute auf dem Haydnplatz zu sehen. Der Brunnen hatte ein großes Wasserbecken, in dessen Mitte je 2 weibliche und männliche Figuren sitzen, die Handelsfleiß, Wissenschaft, Ackerbau und Handwerk darstellen. Am Sandsteinobelisk ist unter anderem ein bronzenes Relief befestigt, das den zu ehrenden Oberbürgermeister im Profil zeigt.
Am 17. Juni 1953 war der Hasselbachplatz zentraler Ausgangspunkt für den Volksaufstand in Magdeburg.
Das südliche Stadtzentrum rund um den Platz ist eines der wenigen Viertel Magdeburgs, dessen Bausubstanz zumindest in Teilen die großen Bombardements des Zweiten Weltkrieges überstanden hat. In der Zeit der DDR verfielen jedoch viele Gebäude, so dass sie zum Teil abgerissen wurden. Nur in wenigen der Baulücken, so etwa Breiter Weg 249 wurden bereits zu DDR-Zeiten Neubauten errichtet. Seit Ende der 1980er-Jahre wurden weitere Gebäude (wie der sog. Plättbolzen zwischen Breitem Weg und Otto-von-Guericke-Straße) restauriert oder neugebaut (etwa das Gebäude der Stadtsparkasse Magdeburg anstelle des Ende der 1980er-Jahre abgerissenen Vorgängergebäudes). 1992/93 wurde an der Ostseite des Platzes die Plastik Aerobiont I aufgestellt. Aktuell ist die historische Bausubstanz am Platz und seiner Umgebung fast vollständig restauriert und die meisten Baulücken wurden geschlossen.

## Der Kiez
Das Gebiet um den Hasselbachplatz wird wegen der Vielzahl gastronomischer Einrichtungen auch Magdeburger Kiez genannt. Am und um den Hasselbachplatz befinden sich rund drei Dutzend Kneipen, Bars, Restaurants und Discotheken. Der Platz ist als Kriminalitätsschwerpunkt eingestuft und wird von den umliegenden Gebäuden aus mit Videotechnik überwacht.